# Língua pwo leste
 Pwo Leste ou Phlou, (birmanês:  အရှေ့ပိုးကရင်) é uma língua Karen, da família das línguas tibeto-birmanesas|Tibeto-Birmanesa]] que é falada por mais de um milhão de pessoas na Birmânia e por cerca de 50 mil Tailândia, onde tem sido chamada de "Pow Meridional. A língua não é inteligível com outras variedades de Pwo.
Uma escrita chamada Leke foi desenvolvida entre 1830 e 1860 sendo usada por membros da milenar seita Leke do Budismo Caso contrário, uma variedade de alfabetos Birmaneses]] são usados, e os refugiados na Tailândia criaram um alfabeto com base no alfabeto tailandês que está em uso limitado.

## Distribuição
- Caim (estado) e Tenassarim (região): longa área contígua perto da fronteira tailandesa
- Pegu (região): municípios de Pegu e Taungu

## Fonologia
O seguinte mostra as características fonológicas de dois dos dialetos Pwo Leste Karen, Pa'an e Tavoy:

### Consoantes
|           |                     | Labial | Dental | Alveolar | Pós- Alveolar | Palatal | Velar | Uvular/ Glotal |
| --------- | ------------------- | ------ | ------ | -------- | ------------- | ------- | ----- | -------------- |
| Plosiva   | surda               | p      | t̪      | t        |               |         | k     | ʔ              |
| Plosiva   | aspirada            | pʰ     |        | tʰ       |               |         | kʰ    |                |
| Plosiva   | sonora              | b      |        | d        |               |         |       |                |
| Plosiva   | implosiva           | (ɓ)    |        | (ɗ)      |               |         |       |                |
| Africada  | surda               |        |        |          | tɕ            |         |       |                |
| Africada  | aspirada            |        |        |          | tɕʰ           |         |       |                |
| Fricativa | surda               |        |        |          | ɕ             |         | x     | h              |
| Fricativa | sonora              |        |        |          |               |         | ɣ     | ʁ              |
| Nasal     | Nasal               | m      |        | n        |               | ɲ       |       |                |
| Vibrante  | Vibrante            |        |        | r        |               |         |       |                |
| Semivogal | Semivogal Central   | w      |        |          |               | j       |       |                |
| Semivogal | Lateral Aproximante |        |        | l        |               |         |       |                |

- As africadas pós-alveolares /tɕ, tɕʰ/, são percebidas como fricativas [s, sʰ], entre alguns dialetos formais.
- /t̪/ quando pronunciado lentamente é percebido foneticamente como uma africada dental [t̪θ].
- Plosivas sonoras /b, d/ são pronunciadas como implosivas [ɓ, ɗ] apenas no dialeto Pa'an.
- /h/ não existe no dialeto Tavoy.
- /j/ pode tender a ser levemente fricativa [ʝ] ao preceder vogais anteriores.
- /r/ também pode ser percebido como uma [ɾ].

### Vogais
|               | Anterior | Central | Posterior | Posterior |
| ------------- | -------- | ------- | --------- | --------- |
| Fechada       | i        | ɨ       | ɯ         | u         |
| Quase Fechada | ɪ        |         | ʊ         | ʊ         |
| Meio Fechada  | e        |         | ɤ         | o         |
| Meio Aberta   | ɛ        |         | ɔ         | ɔ         |
| Aberta        |          | a       |           |           |

- /ɪ/ não ocorre após um som /w/.
- /ɪ, ʊ, ɛ, ɔ/ são mesclados com /i, u, e, o/ no dialeto Tavoy.[1]

### Tons
Quatro tons estão presentes em Pwo Leste
| Tons | Tons |
| ---- | ---- |
| v́    | ˦    |
| v̄    | ˧    |
| v̀    | ˨    |
| v̂    | ˥˩   |

## Dialetos
- Pa'an (Pwo Leste Karen Interior, Moulmein)
- Kawkareik (Pwo Karen - Fronteira Leste)
- Tavoy (Pwo Karen Meridional)

## Escrita
A escrita usada para a linguagem Pwo Leste Karen é derivada da escrita mon e do alfabeto birmanês.
| က ka(/kaˀ/)   | ခ kha(/kʰaˀ/) | ဂ ga(/gaˀ/) | ဃ gha(/kʰaˀ/) | င ṅa(/ŋa̰ˀ/)   | စ ca(/ca̰ˀ/)      |
| ဆ cha(/cʰa̰ˀ/) | ဇ sa(/sa̰/)    | ဈ sa(/sa̰ˀ/) | ည ña(/ñaˀ/)   | ဋ ṭa(/taˀ/)   | ဌ ṭha(/tʰaˀ/)    |
| ဍ ḍa(/ɗaˀ/)   | ဎ ḍha(/ɗʰaˀ/) | ၮ ṇ(/na̰/)   | တ ta(/taˀ/)   | ထ tha(/tʰaˀ/) | ဒ da(/da̰ˀ/)      |
| ဓ dha(/tʰa̰ˀ/) | န na(/na̰ˀ/)   | ပ pa(/pa̰ˀ/) | ဖ pha(/pʰa̰ˀ/) | ဗ ba(/ba̰ˀ/)   | ဘ bha(/bʰa̰ˀ/)    |
| မ ma(/ma̰ˀ/)   | ယ ya(/ya̰ˀ/)   | ရ ra(/ra̰ˀ/) | လ la(/la̰ˀ/)   | ဝ wa(/wa̰ˀ/)   | သ sa(/sa̰ˀ/)      |
| ဟ ha(/ha̰ˀ/)   | ဠ la(/la̰ˀ/)   | အ a(/ʔaˀ/)  | ၜ ba(/ɓaˀ/)   | ၯ hha(/ŋga̰ˀ/) | ၰ ghwa(/ŋghɛ̀ˀˀ/) |

## Numeração
| Number | Pwo Leste Karen | Pwo Leste Karen | Pwo Leste Karen  |
| Number | Numeral         | Escrita         | Pronúncia        |
| ------ | --------------- | --------------- | ---------------- |
| 0      | ၀               | ပၠဝ်ပၠေ             | ပ္လေါဟ်ပ္လိဟ် ploh plih |
| 1      | ၁               | လ်ု               | လုဟ် luh           |
| 2      | ၂               | ဏီ့               | ဏီး nee            |
| 3      | ၃               | သိုငၲ့              | သုဟ် thuh          |
| 4      | ၄               | လီႉ               | လီး Lee း lee       |
| 5      | ၅               | ယဲါ               | ယေဟ် yeh           |
| 6      | ၆               | ၰူ့               | ဟု hu             |
| 7      | ၇               | နိူဲ့               | နွေ့ယ် nwey          |
| 8      | ၈               | ၰိုဝၲ              | ၐိုဝ် xoh           |
| 9      | ၉               | ခိုဲႉ               | ခွေး khwee          |
| 10     | ၁၀              | လ်ုဆီ့(ဆီ့)           | luh chi/chi      |
| 11     | ၁၁              | ဆီ့လ်ု              | chi luh          |
| 12     | ၁၂              | ဆီ့ဏီ့              | chi ne           |
| 20     | ၂၀              | ဏီ့ဆီ့              | ne chi           |
| 21     | ၂၁              | ဏီ့ဆီ့လ်ု             | ne chi luh       |
| 22     | ၂၂              | ဏီ့ဆီ့ဏီ့             | ne chi ne        |
| 100    | ၁၀၀             | လ်ုဖငၲႉ(ဖငၲႉ)         | luh pong/pong    |
| 101    | ၁၀၁             | လ်ုဖငၲႉလ်ု            | luh pong luh     |
| 1000   | ၁၀၀၀            | လ်ုမိုငၲ့(မိုငၲ့)         | luh muh/muh      |
| 10000  | ၁၀၀၀၀           | လ်ုလါ(လါ)           | luh lah/lah      |
| 100000 | ၁၀၀၀၀၀          | လ်ုသိငၲႉ(သိငၲႉ)         | luh thay/thay    |

Os símbolos numéricos Pwo Leste Karen foram  * O número zero, ploh plih (ပၠဝ်ပၠေ), significa "sem valor".
- O número zero não é usado no dia-a-dia e existe principalmente por escrito. As pessoas são ensinadas a usar o sistema numérico birmanês, incluindo o zero.
- Chi (ဆီ့) denota 10, qualquer número de 1 a 9 antes chi pode ser interpretado como "de dez(s)", então 20 seria ne chi . Pong (ဖငၲ) denota 100, qualquer número de 1 a 9 antes pong pode ser interpretado como "centenas", então 200 seria ne pong . Da mesma forma, a mesma regra se aplica a mil, muh (မိုငၲ့); dez mil, lah (လါ); e cem mil, thay (သိငၲႉ).
- Números após as centenas de milhares (milhões e acima) são prefixados com thay (သိငၲႉ), cem mil. Por exemplo, um milhão seria thay luh chi (သိင္တှူလျုဆီ့), "cem mil de dezenas"; dois milhões seriam thay ne chi (သိငၲႉဏီ့ဆီ့), cem mil de duas dezenas; dez milhões seriam thay luh pong (သိငၲႉလ်ုဖငၲ), "cem mil de centenas"; um bilhão seria thay luh lah (သိင္တှူလျုလါ), "cem mil de dez mil".

### Decimais
Devido à proximidade com a Tailândia, o Pwo Leste Karen adota a palavra tailandesa para decimal, chut, (Karen: ကျူဒၲ, ကျူ(ဒၲ); Tailandês: จุด; Inglês: and, dot) . Por exemplo, 1.01 é luh chut ploh plih luh (လ်ု ပၠဝ်ပၠေလ်ု).

### Frações
As frações são formadas dizendo puh (ပုံႉ) após o numerador e o denominador. Por exemplo, um terço (1/3) seria luh puh thuh puh (လ်ုပုံသိုငၲ့ပုံ) e três sobre um, três-"oneths" (< sup>3/1) seria thuh puh luh puh (သိုငၲ့ပုံလ်ုပုံ).